# 카이판라
카이판라(개반나, 광둥어: 開飯喇, 중국어: 开饭喇, 병음: Kāifàn lǎ) 또는 오픈라이스(OpenRice)는 홍콩의 웹사이트로 음식이나 먹거리에 관련하여 정보를 모아두고 있다.

## 같이 보기
- 중국 요리
- 홍콩 요리
- 싱가포르 요리